# Harald Lönnecker
Harald Lönnecker (né le 28 juillet 1963 à Hanovre et mort le 6 juillet 2022 à Spetzerfehn) est un avocat, historien et archiviste allemand spécialisé dans les fraternités étudiantes.

## Famille
Lönnecker est le petit-fils du pionnier des véhicules à moteur et du sport automobile August Lönnecker (de), arrière-petit-neveu de Karl Lönneker (de) et Julius Wagner-Jauregg et arrière-arrière-petit-neveu de Friedrich Martius (de). Par son ancêtre Maria Gimborn (1791–1837), fille illégitime du comte Ludwig von Wallmoden-Gimborn, mariée à Boessler von Eichenfeld, il est un descendant de Georges II Auguste,

## Biographie
Après avoir obtenu son diplôme d'études secondaires à Hanovre, Lönnecker sert dans la marine allemande. Il étudie ensuite l'histoire, le droit, la théologie protestante, la géographie, l'ethnologie européenne, la philologie latine, la musicologie et l'allemand à l'Université Philippe de Marbourg, à l'Université Justus Liebig de Gießen, à l'Université Robert-Charles de Heidelberg, à l'Université Albert-Louis de Fribourg-en-Brisgau et à l'Université Johann Wolfgang Goethe de Francfort-sur-le-Main. Il réussit les deux examens d'État juridiques, devient évaluateur et obtient le Magister Artium. Avec une thèse de doctorat sous Peter Rück (de), il obtient son doctorat à Marbourg en 1989. En 1992, Lönnecker découvre les archives de la Société allemande des chanteurs (de), qu'il sécurisent et examinent scientifiquement. L'un des résultats est son habilitation en février 2015.
Après avoir travaillé aux Archives d'État de Hesse à Darmstadt, au Bureau de recherche historique militaire et à la Fondation Konrad-Adenauer, Lönnecker est responsable des archives et de la bibliothèque de la Fraternité allemande (de) et de la société de recherche historique des fraternités (de) aux Archives fédérales de Coblence. depuis 1995. Il est maître de conférences en histoire moderne à l'Université de Paderborn. Ses domaines de travail sont l'histoire générale des sciences et des universités, l'histoire des partis et des associations, la recherche historique sur les associations, l'histoire de la presse (médias) et des médias de masse, l'histoire de la musique et de l'historiographie, l'histoire étatique et juridique, les sciences auxiliaires historiques. et archivistique. Dans l'histoire des élèves, il se consacre particulièrement au chant académique (de).
L'Université de Rostock lui décerne son doctorat avec la thèse "... donner une impulsion au corps étudiant allemand et à notre vie juridique". – Entre association et connexion, organisation d'entraide et association d'études. Fusions juridiques dans les universités allemandes vers 1870-1918 avec Ralph Weber (de) en juillet 2013 summa cum laude. L'Université de technologie de Chemnitz le nomme maître de conférences privé à l'Institut d'histoire européenne en 2015. En février 2021, il est nommé professeur adjoint "pour honorer son engagement dans l'enseignement" au nouvel Institut d'études européennes et d'histoire nommé en 2018,,.
Selon Günter Cerwinka, Lönnecker est "probablement l'historien étudiant allemand le mieux qualifié à l'heure actuelle".
Harald Lönnecker décède des suites d'une courte maladie le 6 juillet 2022 à l'âge de 58 ans. Il est marié.

## Adhésions

### Associations et sociétés
Par ordre alphabétique
- Groupe de travail sur l'histoire militaire (de)
- Groupe de travail pour la recherche sur la modernité en Rhénanie à l'Université Heinrich Heine Düsseldorf e. V
- Groupes de travail pour l'histoire du XIXe et XXe siècles ou Histoire sociale et économique de la Commission historique de Basse-Saxe et de Brême (de)

- Société allemande pour l'enseignement supérieur
- Société allemande de Mozart, Augsbourg

- Association pour l'histoire des étudiants allemands (de) (GDS)
- Société d'histoire des universités et des sciences
- Société des collections universitaires
- Société pour la recherche sur les tribunaux de la chambre impériale (de), Wetzlar
- Société de recherche historique des fraternités (de)
- Société d'histoire, d'antiquité et d'art de Poméranie
- Société Georg-Friedrich-Händel (de), Halle/Saale
- Association héraldique "Zum Kleeblatt" (de) de 1888 à Hanovre
- Herold, Association pour l'héraldique, la généalogie et les sciences connexes
- Société d'histoire de Basse-Saxe (de)
- Société Humboldt (de)
- Musée international de l'étudiant à Salamanque
- Association scientifique et historique de l'état de Lippe (de)
- Association d'État d'Oldenbourg pour l'histoire, Oldenbourg
- Société oldenbourgeois pour les études familiales, Oldenbourg
- Société Ranke (de), Hambourg
- Conseil d'administration de la Fondation allemande d'histoire des étudiants (SDS)
- Association étudiante d'histoire du convent de Cobourg (de)
- Upstalsboom Society pour la recherche personnelle historique et l'histoire de la population en Frise-Orientale, Aurich
- Association pour la recherche historique des étudiants du corps
- Association pour l'histoire et l'antiquité du Mecklembourg

### Fraternités étudiantes
- Burschenschaft Normannia-Leipzig zu Marburg (1984)
- Burschenschaft Normannia zu Leipzig (1992)
- Kasseler Burschenschaft Germania (1985/86)
- Burschenschaft Ghibellinia zu Prag in Saarbrücken (membre honoraire) [A 1]
- Sängerschaft Normannia Danzig zu Braunschweig (membre honoraire) [A 2]

Lors du Burschentag du 28 août 2021 à Seebach, Harald Lönnecker se voit décerner le ruban honorifique de la fraternité allemande. Seuls trois membres vivants de la fraternité allemande peuvent porter cette distinction rare à la même époque.

### Postes honorifiques
- Conservateur de l'Institut pour l'histoire des étudiants allemands (IDS) dans les archives de la ville de Paderborn, qui est soutenu par l'Université de Paderborn et l'Association pour l'histoire des étudiants allemands (GDS).
- Conseil consultatif scientifique de la Fondation Centre de documentation et de recherche du chœur allemand - Musée du chant de Feuchtwangen

## Travaux
(septembre 2024).

### Monographies
- „… freiwillig nimmer von hier zu weichen …“. Die Prager deutsche Studentenschaft 1867–1945. Band 1: Verbindungen und Vereine des deutschnationalen Spektrums (= Abhandlungen zum Studenten- und Hochschulwesen. Bd. 16). SH-Verlag, Köln 2008,  (ISBN 978-3-89498-187-7).
- Zwischen Völkerschlacht und Erstem Weltkrieg: Verbindungen und Vereine an der Universität Leipzig im 19. Jahrhundert. Gesellschaft für Burschenschaftliche Geschichtsforschung, Koblenz 2008.  (ISBN 978-3-9807164-6-8).
- „Das Thema war und blieb ohne Parallel-Erscheinung in der deutschen Geschichtsforschung“. Die Burschenschaftliche Historische Kommission (BHK) und die Gesellschaft für burschenschaftliche Geschichtsforschung e. V. (GfbG) (1898/1909–2009). Eine Personen-, Institutions- und Wissenschaftsgeschichte (= Darstellungen und Quellen zur Geschichte der deutschen Einheitsbewegung im neunzehnten und zwanzigsten Jahrhundert. Bd. 18). Universitätsverlag Winter, Heidelberg 2009,  (ISBN 978-3-8253-5672-9).
- „… Das einzige, was von mir bleiben wird“. Die Burschenschaft Ghibellinia zu Prag in Saarbrücken 1880–2000. Burschenschaft Ghibellinia zu Prag in Saarbrücken, Saarbrücken 2009,  (ISBN 978-3-00-028568-4).
- „... der deutschen Studentenschaft und unserem Rechtsleben manchen Anstoß geben“ – Zwischen Verein und Verbindung, Selbsthilfeorganisation und Studienvereinigung. Juristische Zusammenschlüsse an deutschen Hochschulen ca. 1870–1918  (= Rostocker Rechtsgeschichtliche Reihe, Bd. 13). Shaker Verlag (de), Aachen 2013, IX u. 634 S.,  (ISBN 978-3-8440-2166-0).

### Essais
- Lehrer und akademische Sängerschaft. Zur Entwicklung und Bildungsfunktion akademischer Gesangvereine im 19. und frühen 20. Jahrhundert, in: Friedhelm Brusniak, Dietmar Klenke (Hrsg.): Volksschullehrer und außerschulische Musikkultur. Tagungsbericht Feuchtwangen 1997 (= Feuchtwanger Beiträge zur Musikforschung, Bd. 2), Augsburg 1998,  (ISBN 978-3-89639-144-5), S. 177–240.
- Von „Ghibellinia geht, Germania kommt!“ bis „Volk will zu Volk!“ – Mentalitäten, Strukturen und Organisationen in der Prager deutschen Studentenschaft 1866–1914, in: Sudetendeutsches Archiv München (Hrsg.): Jahrbuch für sudetendeutsche Museen und Archive 1995–2001, München 2001,  (ISSN 0944-0763), S. 34–77.
- Die Versammlung der „besseren Nationalsozialisten“? Der Völkische Waffenring zwischen Antisemitismus und korporativem Elitarismus, in: Einst und Jetzt, Jahrbuch des Vereins für corpsstudentische Geschichtsforschung, Bd. 48 (2003),  (ISSN 0420-8870), S. 227–281.
- Von „Deutsch war die Stadt, deutsch ihre schönste Zeit!“ bis „Das Eisen bricht die Not!“ – Mentalitäten, Strukturen und Organisationen in der Prager deutschen Studentenschaft 1918–1933, in: Sudetendeutsches Archiv München (Hrsg.): Jahrbuch für sudetendeutsche Museen und Archive 2002, München 2003,  (ISSN 0944-0763), S. 29–80.
- „... gilt es, das Jubelfest unserer Alma mater festlich zu begehen ...“ – Die studentische Teilnahme und Überlieferung zu Universitätsjubiläen im 19. und 20. Jahrhundert, in: Jens Blecher, Gerald Wiemers (Hrsg.): Universitäten und Jubiläen. Vom Nutzen historischer Archive. Frühjahrstagung der Fachgruppe 8 (Archivare an Hochschularchiven und Archiven Wissenschaftlicher Institutionen im Verband Deutscher Archivarinnen und Archivare) vom 18. 3. bis 20. 3. 2003 in Leipzig (= Veröffentlichungen des Universitätsarchivs Leipzig, Bd. 4), Leipzig 2004,  (ISBN 978-3-937209-88-3), S. 129–175.
- „... bis an die Grenze der Selbstzerstörung“. Die Mensur bei den akademischen Sängerschaften zwischen kulturellem Markenzeichen, sozialem Kriterium und nationalem Symbol (1918–1926), in: Einst und Jetzt. Jahrbuch des Vereins für corpsstudentische Geschichtsforschung, Bd. 50 (2005),  (ISSN 0420-8870), S. 281–340.
- Quellen und Forschungen zur Geschichte der Korporationen im Kaiserreich und in der Weimarer Republik. Ein Archiv- und Literaturbericht, in: Matthias Steinbach, Stefan Gerber (Hrsg.): „Klassische Universität“ und „akademische Provinz“. Studien zur Universität Jena von der Mitte des 19. bis in die dreißiger Jahre des 20. Jahrhunderts, Jena 2005,  (ISBN 3-932906-60-8), S. 401–437.
- „Ehre, Freiheit, Männersang!“ – Die deutschen akademischen Sänger Ostmitteleuropas im 19. und 20. Jahrhundert, in: Erik Fischer (Hrsg.): Chorgesang als Medium von Interkulturalität: Formen, Kanäle, Diskurse (= Berichte des interkulturellen Forschungsprojektes „Deutsche Musikkultur im östlichen Europa“, Bd. 3), Stuttgart 2007,  (ISBN 978-3-515-09011-7), S. 99–148.
- Studenten und Gesellschaft, Studenten in der Gesellschaft – Versuch eines Überblicks seit Beginn des 19. Jahrhunderts, in: Schwinges, Rainer Christoph (Hrsg.): Universität im öffentlichen Raum (= Veröffentlichungen der Gesellschaft für Universitäts- und Wissenschaftsgeschichte, Bd. 10), Basel 2008,  (ISBN 978-3-7965-2423-3), S. 387–438.
- „Goldenes Leben im Gesang!“ – Gründung und Entwicklung deutscher akademischer Gesangvereine an den Universitäten des Ostseeraums im 19. und frühen 20. Jahrhundert, in: Ekkehard Ochs, Peter Tenhaef, Walter Werbeck, Lutz Winkler (Hrsg.): Universität und Musik im Ostseeraum (= Greifswalder Beiträge zur Musikwissenschaft, Bd. 17), Berlin 2009,  (ISBN 978-3-86596-183-9), S. 139–186.
- Deutsche studentische Zusammenschlüsse in Ostmitteleuropa zwischen 1800 und 1920: Grundlagen – Quellen – Forschungen – Literatur, in: Berichte und Forschungen. Jahrbuch des Bundesinstituts für Kultur und Geschichte der Deutschen im östlichen Europa, Bd. 17 (2009),  (ISSN 1865-5696), S. 185–214.
- Peregrinatio Academica. Beispiele nordwestdeutscher Bildungsmigration nach Halle, Jena und Göttingen in der ersten Hälfte des 19. Jahrhunderts, in: Niedersächsisches Jahrbuch für Landesgeschichte, Bd. 81 (2009),  (ISBN 978-3-8353-1716-1), S. 271–296.
- Der „Grenzlandkampf“ deutscher Studenten in Königsberg, Danzig, Breslau, Prag, Brünn und Czernowitz 1918–1935, in: Beate Störtkuhl, Jens Stüben, Tobias Weger (Hrsg.): Aufbruch und Krise. Das östliche Europa und die Deutschen nach dem Ersten Weltkrieg (= Schriften des Bundesinstituts für Kultur und Geschichte der Deutschen im östlichen Europa, Bd. 41), München 2010,  (ISBN 978-3-486-59797-4), S. 481–507.
- „Demut und Stolz, ... Glaube und Kampfessinn“. Die konfessionell gebundenen Studentenverbindungen – protestantische, katholische, jüdische, in: Schwinges, Rainer Christoph (Hrsg.): Universität, Religion und Kirchen (= Veröffentlichungen der Gesellschaft für Universitäts- und Wissenschaftsgeschichte, Bd. 11), Basel 2011,  (ISBN 978-3-7965-2737-1), S. 479–540.
- Deutsches Männerchorwesen in Ostmitteleuropa im 19. und 20. Jahrhundert. Ein Überblick über Entstehung, Entwicklung, Untergang, in: Jahrbuch des Bundesinstituts für Kultur und Geschichte der Deutschen im östlichen Europa, Bd. 20 (2012),  (ISSN 1865-5696), S. 419–470.
- Judenfeindschaft und Antisemitismus in den Zeitschriften der deutschen akademischen Sängerschaften (ca. 1880–1918), in: Michael Nagel, Moshe Zimmermann (Hrsg.): Judenfeindschaft und Antisemitismus in der deutschen Presse über fünf Jahrhunderte. Five hundred Years of Jew-Hatred and Anti-Semitism in the German Press: Manifestations and Reactions, Bd./Vol. I (= Die jüdische Presse – Kommunikationsgeschichte im Europäischen Raum/The European Jewish Press – Studies in History and Language, 14 = Presse und Geschichte – Neue Beiträge, 73), Bremen 2013,  (ISBN 978-3-943245-10-3), S. 253–271.
- „... harmonische und tolerante Zusammenarbeit“? – Das Czernowitzer Studentenvereinswesen 1875–1914, in: Jahrbuch des Bundesinstituts für Kultur und Geschichte der Deutschen im östlichen Europa, Bd. 21 (2013),  (ISSN 1865-5696), S. 269–317.
- „Auskunft zu geben über Bereiche, über die Nachweise zu finden sonst kaum einmal möglich ist“. Entstehung, Struktur und Inhalt der Archive akademischer Verbände und Vereinigungen, in: Jahrbuch für Universitätsgeschichte (Professorenkataloge 2.0 – Ansätze und Perspektiven webbasierter Forschung in der gegenwärtigen Universitäts- und Wissenschaftsgeschichte), Bd. 16 (2013 [2015]),  (ISBN 978-3-515-11041-9), S. 341–359.
- „Dass man sich den Gang in die Vorlesung sparen kann, ist nicht nur hier eine Binsenwahrheit.“ – Der Topos der defizitären Lehre und die studentische Selbsthilfe in der Rechtswissenschaft ca. 1871–1914, in: Martin Kintzinger, Sita Steckel (Hrsg.): Akademische Wissenskulturen. Praktiken des Lehrens und Forschens vom Mittelalter bis zur Moderne (= Veröffentlichungen der Gesellschaft für Universitäts- und Wissenschaftsgeschichte, Bd. 13), Basel 2015,  (ISBN 978-3-7965-3398-3), S. 163–222.
- „Händel der Deutsche. Der deutsche Händel“ (1931) – Chorgesang zwischen musikalischer Neubesinnung und Mittel zur Umsetzung politischer Ziele. In: Händel-Jahrbuch, Bd. 63 (2017),  (ISSN 0440-0992), S. 157–188.
- „... die besten Studentenchöre der Welt?!“ – Facetten der Universitätsmusik an deutschsprachigen Hochschulen zwischen Privatheit und Öffentlichkeit ca. 1820–1935. In: Martin Kintzinger/Wolfgang Eric Wagner/Marian Füssel/Stefan Hynek (Hrsg.): Akademische Festkulturen vom Mittelalter bis zur Gegenwart. Zwischen Inaugurationsfeier und Fachschaftsparty. (= Veröffentlichungen der Gesellschaft für Universitäts- und Wissenschaftsgeschichte. Band 15) Basel 2019,  (ISBN 978-3-7965-3823-0), S. 269–324.
- „Prager Studenten – und heute?“. In: Christian Oppermann (Hrsg.): Jahresgabe der Gesellschaft für burschenschaftliche Geschichtsforschung e.V. (GfbG) 2022, Koblenz 2022,  (ISBN 978-3-9818227-5-5), S. 10–19.

## Éditeur
- mit Hugo Spengler und Rainer Jürgen Wolf: Abt. F 21 Grafschaft Erbach-Schönberg 1459–1944, Bd. 1: Familienpersonalien, Landesverwaltung und Hausvermögen (= Repertorien des Hessischen Staatsarchivs Darmstadt, Bd. 30), Darmstadt 1990, XX u. 496 S.,  (ISBN 3-88443-249-4).
- mit Günter Cerwinka, Peter Kaupp u. Klaus Oldenhage: 200 Jahre burschenschaftliche Geschichte. Von Friedrich Ludwig Jahn zum Linzer Burschenschafterturm. Ausgewählte Darstellungen und Quellen (= Darstellungen und Quellen zur Geschichte der deutschen Einheitsbewegung im neunzehnten und zwanzigsten Jahrhundert, Bd. 16), Universitätsverlag Winter, Heidelberg 2008, IX u. 559 S.,  (ISBN 978-3-8253-5507-4).
- mit Helma Brunck u. Klaus Oldenhage: „... ein großes Ganzes ..., wenn auch verschieden in seinen Teilen“ – Beiträge zur Geschichte der Burschenschaft (= Darstellungen und Quellen zur Geschichte der deutschen Einheitsbewegung im neunzehnten und zwanzigsten Jahrhundert, Bd. 19), Universitätsverlag Winter, Heidelberg 2012, X u. 673 S.,  (ISBN 978-3-8253-5961-4).
- Josef Holzinger: Die deutschnationale Waffenstudentenschaft Alt-Österreichs im Kriege 1914–1918. Jahresgabe der Gesellschaft für burschenschaftliche Geschichtsforschung e. V. (GfbG) 2014. Koblenz 2014,  (ISBN 978-3-9813447-7-6).
- „Deutschland immer gedient zu haben ist unser höchstes Lob!“ – Zweihundert Jahre Deutsche Burschenschaften. Eine Festschrift zur 200. Wiederkehr des Gründungstages der Burschenschaft am 12. Juni 1815 in Jena (= Darstellungen und Quellen zur Geschichte der deutschen Einheitsbewegung im 19. und 20. Jahrhundert, Bd. 21), Universitätsverlag Winter, Heidelberg 2015, XIV u. 1238 S.,  (ISBN 978-3-8253-6471-7).
- Max Flemmings „Geschichte der Verbindung Pflug-Halle 1841–1860“ (Manuskript Halle 1944). Ein Beitrag zur Geschichte der christlichen Burschenschaft (= Jahresgabe der Gesellschaft für burschenschaftliche Geschichtsforschung e. V. (GfbG) 2015/16), Koblenz 2016, 208 S.,  (ISBN 978-3-9813447-9-0).
- mit Klaus Malettke: 200 Jahre Wartburgfest. 18. Oktober 1817 – 18. Oktober 2017. Studien zur politischen Bedeutung, zum Zeithintergrund und zum Fortwirken der Wartburgfeier. (= Darstellungen und Quellen zur Geschichte der deutschen Einheitsbewegung im 19. und 20. Jahrhundert. Band 22), Universitätsverlag Winter, Heidelberg 2019, XII u. 548 S.,  (ISBN 978-3-8253-4616-4).
- GDS-Archiv für Hochschul- und Studentengeschichte
- Darstellungen und Quellen zur Geschichte der deutschen Einheitsbewegung im neunzehnten und zwanzigsten Jahrhundert
- Veröffentlichungen des Archivs der Deutschen Burschenschaft